# Бергелмир (спътник)
Бергелмир или Сатурн XXXVIII (условно означение S/2004 S 15) е естествен спътник на Сатурн. Откритието му е обявено от Скот Шепърд, Дейвид Джуит, Ян Клайн и Брайън Марсдън на 4 май 2005 от наблюдения направени между 12 декември 2004 и 5 март 2005. Бергелмир е в диаметър около 6 км и орбитира около Сатурн на средна дистанция 19,372 млн. мили за 1006.659 дни, при инклинация 157° към еклиптиката в ретроградно направление с ексцентричност 0.152.
Наречен е на Бергелмир през април 2007 на гигант от Норвежката митология, внук на Имир, основен гигант.